# Rachel Gatina
Rachel Gatina, gespeeld door actrice Danneel Harris, is een personage uit de televisieserie One Tree Hill.

## Biografie
Rachel is een emotionele tiener die het masker opzet van een arrogante cheerleader. Ze probeert te krijgen wat ze wil, hoewel ze er mensen mee kwetst. Er is niets bekend over haar familie.

## Seizoen 3
Rachel is voor het eerst te zien als ze een succesvolle auditie doet om cheerleader te worden. Ze wordt verliefd op Lucas Scott en probeert hoofdcheerleader te worden. Hierdoor wordt ze al snel vijanden met Brooke Davis. Ze wil van Brooke afkomen door haar te helpen om ontwerpster te worden. Brooke denkt haar droom te achtervolgen, om daarna teleurgesteld te worden.
Ze wordt bevriend met Marvin "Mouth" McFadden. Echter, wanneer blijkt dat Rachel de tijdcapsule waarin studenten hun geheimen vertelden openbaar heeft gemaakt, wil Mouth niets meer te maken hebben met haar. Nadat bekend wordt gemaakt dat ze ooit last had van overgewicht had en veel heeft laten veranderen aan haar uiterlijk, wordt ze verliefd op Nathan Scott's oom Cooper Lee. Ze vertelt hem dat ze ouder is dan dat ze werkelijk is, waarna de twee iets krijgen. Hij maakt het met haar uit nadat hij erachter komt dat ze pas 17 jaar oud is.
Rachel kan niet over hem heen komen en wordt dronken op Nathan en Haley's tweede huwelijk. Wanneer Rachel en Cooper samen in een limousine belanden, vertelt Cooper dat er nooit meer iets zal gebeuren tussen hen. Rachel wordt boos en probeert het stuur over te nemen. Cooper, die achter het stuur zit, verliest controle en rijdt van een brug in het water.

## Seizoen 4
Rachel overleeft de situatie en komt erachter dat ze in de gevangenis kan belanden als Cooper vertelt dat het haar schuld was. Cooper liegt echter tegen de politie, voordat hij Tree Hill voorgoed verlaat. Hij raakt bevriend met Brooke, nadat zij ruzie krijgt met Peyton Sawyer.
Rachel zoekt een vervanger voor Cooper en probeert Nathan te verleiden. Ze weet dat hij getrouwd is met Haley, maar dat houdt haar niet tegen. Ondanks het feit dat Nathan niet reageert, wordt Haley erg pissig op Rachel. Wanneer ze ontdekt dat Haley zwanger is geworden van Nathan, stopt ze met het flirten.
Rachel koppelt Brooke via het internet met een man. Ze vertelt erbij dat Brooke 23 jaar oud is, wat niet waar is. De man blijkt al gauw de nieuwe leraar op school te zijn. Ze houden toch nog een verhouding in het geheim. Dit eindigt wanneer de leraar ook begint te flirten met Rachel. Vervolgens steelt Rachel de antwoorden van een wiskunde proefwerk voor Brooke, die voor wiskunde zakt, via Haley, aan wie ze bijles vraagt om de sleutel te bemachtigen. Wanneer ze worden betrapt, zijn de twee er toe gedwongen te doen alsof ze Clean Teens zijn. Dit is een bijeenkomst van studenten die maagd proberen te blijven tot het huwelijk.
Nadat Mouth Rachel heeft vergeven, confronteert Haley, die ontslagen is omdat iemand het proefwerk heeft gestolen via haar, Rachel met het feit dat ze haar vermoedt. Nadat ze tijdens een klassenproject drugs rookt geeft ze toe dat ze de gene was die de toets heeft gestolen en wordt ze van school gestuurd.
Rachel besluit te verhuizen naar de Italiaanse Rivièra. Ze probeert, vlak voordat ze vertrekt, nog het schoolbal binnen te komen, maar wordt geweigerd. Wanneer ze vertrekt besluit Mouth met haar mee te gaan. Op het einde blijkt Mouth toch te blijven, waarna Rachel alleen vertrekt.

## Seizoen 5
Seizoen 5 speelt vier jaar na seizoen 4 af. Na haar schooldiploma is Rachel in New York gaan werken als model bij het bedrijf van Brooke, dat gerund wordt door haar moeder Victoria Davis. Victoria spoorde Brooke aan om Rachel te ontslaan, omdat ze volgens haar moeilijk was om mee te werken. Tegen haar zin in volgde Brooke het advies op van haar moeder. Rachel was op dat moment enkel met Brooke bevriend en raakte daarom in een depressie, wat leidde tot een drugsverslaving.
Als Brooke intrek neemt in een van haar appartementen in New York, treft ze Rachel aan op de grond. Ze heeft op dat moment een overdosis drugs genomen en is buiten bewustzijn. Een vriend van Brooke redt haar leven en adviseert haar om Rachel naar een afkickkliniek te sturen. Rachel wil haar destructieve levensstijl graag achter zich leggen, maar weigert naar een afkickkliniek te gaan, omdat ze niet nog een keer achtergelaten wil worden door Brooke. In plaats daarvan gaat ze mee met Brooke naar Tree Hill en trekt bij haar in.
Alles gaat mis als Victoria haar een bezoek brengt. Zij beweert aan Rachel dat ze niets waard is en dat ze haar drugsverslaving nooit onder controle zal krijgen. Rachel, gekwetst, grijpt naar Brookes geld en gaat ervandoor.

## Seizoen 7
Rachel komt in seizoen 7 aflevering 2 terug. De serie is weer een jaar verdergegaan. Rachel is getrouwd met Dan Scott.
Later scheidt ze van hem. Ze krijgt geen enkele cent omdat Dan alles aan goede doelen heeft gegeven.